# Pha That Luang

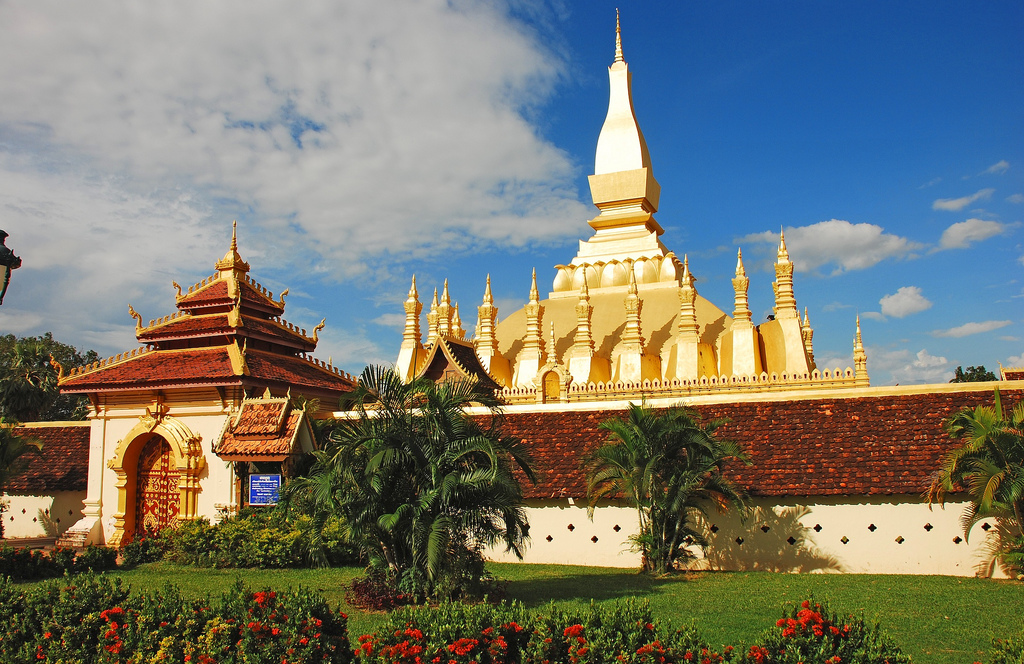
Pha That Luang

Pha That Luang (laosky ພຣະທາດຫຼວງ, IPA pʰā tʰâːt lwǎːŋ, doslova Velká stúpa) je zlatem pokrytá velká buddhistická stúpa v centru hlavního města Laosu Vientiane. Stavba byla navržena ve třetím století, ale současná podoba pochází z roku 1930, jelikož stúpa byla mnohokrát vydrancována a byla třeba její další rekonstrukce. V současnosti je brána jako jeden z nejdůležitějších národních symbolů Laosu.

Stránky Pha That Luang (2009)